# Falcaustra
Falcaustra ist eine Gattung der Spulwürmer mit über 70 Arten. Sie sind Parasiten bei Fischen, Amphibien und Reptilien.

## Merkmale
Falcaustra sind Kathlaniinae mit drei oder sechs gut entwickelten Lippen. Die Engstelle des Ösophagus ist rund, der sich anschließende Bulbus des Ösophagus ist deutlich ausgebildet und enthält gut entwickelte Klappen.

## Systematik
Zur Gattung gehören folgende Arten (Wirtsspektrum in Klammern):
- Falcaustra affinis Leidy, 1856 (Schildkröten)
- Falcaustra andrias (He, Liu and Ma, 1992) Liu, Zhang and Zhang, 2011 (Schwanzlurche)
- Falcaustra annandalei Baylis & Daubney, 1922 (Schildkröten)
- Falcaustra ararath (Massino, 1926)
- Falcaustra barbi Baylis & Daubney, 1922 (Fische)
- Falcaustra batrachiensis Bursey, Goldberg and Kraus, 2008
- Falcaustra belemensis Baker & Bain, 1981 (Echsen)
- Falcaustra bengalensis Buddhadeb-Manna & Mita-Singha-Mahapatr, 1989 (Schildkröten)
- Falcaustra brevicaudatum Khan & Yaseen, 1969 (Fische)
- Falcaustra brevispiculata Baylis, 1935
- Falcaustra caballeroi Chabaud & Golvan, 1957 (Frösche)
- Falcaustra catesbeianae Walton, 1929 (Frösche)
- Falcaustra chabaudi Dyer, 1973 (Schwanzlurche)
- Falcaustra chauhani (Soota, 1975) Petter, 1979 (Fische)
- Falcaustra chelydrae Harwood, 1932 (Schildköten)
- Falcaustra chengguensis (He, Liu and Ma, 1992) Liu, Zhang and Zhang, 2011 (Schwanzlurche)
- Falcaustra chiloscyllii Thwaite, 1927 (Fische)
- Falcaustra concinnae Mackin, 1936 (Schildkröten)
- Falcaustra condorcanquii Ibanez-H & Cordova-B, 1979 (Frösche)
- Falcaustra costaricae Bursey, Goldberg & Miller, 2004 (Echsen)
- Falcaustra desilvai Bursey, Goldberg and Bauer, 2009 (Echsen)
- Falcaustra donanaensis Hidalgo Vila, Ribas, Florencio, Perez Santigosa & Casanova, 2006 (Schildkröten)
- Falcaustra dubia Yuen, 1963 (Frösche)
- Falcaustra duyagi Tubangui & Villaamil, 1933 (Schildkröten)
- Falcaustra elongata Rudolphi, 1819
- Falcaustra elseya Johnston & Mawson, 1941 (Schildkröten)
- Falcaustra falcata Linstow, 1906 (Schildkröten)
- Falcaustra fernandoi Sathanathan, 1972 (Schildköten)
- Falcaustra fopingensis (He, Liu and Ma, 1992) (Schwanzlurche)
- Falcaustra fordoniae Jones, 1978 (Schlangen)
- Falcaustra geoclemydis (Wang, Zhao, Wang and Zhang, 1979) (Schildkröten)
- Falcaustra golvani Chabaud & Brygoo, 1957 (Frösche)
- Falcaustra greineri Bursey & Kinsella, 2003 (Schildkröten)
- Falcaustra guanacastensis Bursey and Brooks, 2011 (Schildrköten)
- Falcaustra guatamalana Caballero, 1953 (Frösche)
- Falcaustra guiersi Vassiliades, 1973 (Frösche)
- Falcaustra heosemydis Bursey, Goldberg & Miller, 2004 (Schildkröten)
- Falcaustra hexapapillata (Khalil, 1962) Vassiliades and Troncy, 1973 (Fische)
- Falcaustra hinkeli Jackson, 2000 (Frösche)
- Falcaustra hylae Johnston & Simpson, 1942
- Falcaustra inglisi (Anderson, 1964) (Frösche)
- Falcaustra intermedia Caballero, 1939 (Schildkröten)
- Falcaustra japonensis (Yamaguti, 1935) Freitas and Lent, 1941 (Schildkröten)
- Falcaustra kalasiensis (Karve and Naik, 1951) (Fische)
- Falcaustra kaverii Karve & Naik, 1951 (Fische)
- Falcaustra kempi Baylis & Daubney, 1922
- Falcaustra khadrai Karve, 1941
- Falcaustra kinsellai Bursey & Freeman, 2005
- Falcaustra kutcheri Bursey, Platt & Rainwater, 2000
- Falcaustra lambdiensis Seurat, 1918 (Schildkröten)
- Falcaustra leptocephala Baylis & Daubney, 1922
- Falcaustra longispicula Walton, 1927 (Schildkröten)
- Falcaustra lowei Bursey & Goldberg, 2001 (Frösche)
- Falcaustra mascula Rudolphi, 1819 (Schwanzlurche)
- Falcaustra mexicana Chabaud & Glovan, 1957 (Schwanzlurche)
- Falcaustra mirandafroesi Fortes & Hoffman, 1995 (Fische)
- Falcaustra nilgiriensis Soota & Chaturvedi, 1971
- Falcaustra odaiensis Hasegawa and Nishikawa, 2009 (Schwanzlurche)
- Falcaustra onama Karve, 1927
- Falcaustra papuensis Bursey, Goldberg & Kraus, 2007 (Echsen)
- Falcaustra pectinospiculata (Koo, 1939) Chabaud and Golvan, 1957 (Kröten)
- Falcaustra pelusios Baker, 1983 (Schildkröten)
- Falcaustra petrei (Khalil, 1970) Vassiliades, 1973 (Fische)
- Falcaustra pillaii Sathanathan, 1972
- Falcaustra piscicola (Linstow, 1907) Inglis, 1959 (Fische)
- Falcaustra plethodontis Baker, Goater & Esch, 1987 (Schwanzlurche)
- Falcaustra pretiosa Ingles, 1936 (Frösche)
- Falcaustra procera Canavan, 1929 (Schildkröten)
- Falcaustra pumacahuai Ibanez-H & Cordova-B, 1979 (Fische)
- Falcaustra putianensis (Wang, 1981) Baker, 1987 (Frösche)
- Falcaustra puylaerti Jackson, 2000 (Frösche)
- Falcaustra ranae Walton, 1941 (Frösche)
- Falcaustra ranae (Walton, 1941) Chabaud & Golvan, 1957 (Frösche)
- Falcaustra rangoonica Chatterji, 1936
- Falcaustra sanjuanensis Gonzalez, Sanabria & Quiroga, 2013 (Frösche)
- Falcaustra similis Moravec & Van-As, 2004 (Fische)
- Falcaustra simpsoni (Johnston & Mawson, 1944) (Frösche)
- Falcaustra sinensis Liu, Zhang and Zhang, 2011 (Schildkröten)
- Falcaustra stellionis (Chatin, 1875) Chabaud and Golvan, 1957 (Echsen)
- Falcaustra stewarti Baylis & Daubney, 1922
- Falcaustra straeleni Campana–Rouget, 1961 (Fische)
- Falcaustra stromateii Bilqees & Khanum, 1971
- Falcaustra tannaensis Bursey, Goldberg, Hamilton and Austin, 2010 (Echsen)
- Falcaustra tchadi Vassiliades and Troncy, 1973 (Fische)
- Falcaustra testudinis Baylis & Daubney, 1922 (Schildkröten)
- Falcaustra therezieni Petter, 1980 (Fische)
- Falcaustra tiahuanaquensis Ibanez-H & Cordova-B, 1979 (Fische)
- Falcaustra tikasinghi (Schroeder, Schmidt & Everard, 1977) (Schildkröten)
- Falcaustra tricirratus Walton, 1927 (Schildkröten)
- Falcaustra trilokae Singh, 1958
- Falcaustra verbekei Campana–Rouget, 1961 (Fische)
- Falcaustra wardi Mackin, 1936 (Schildkröten)
- Falcaustra washingtonensis Bursey & Aker, 2001  (Schwanzlurche)
- Falcaustra wuyiensis (Wang, 1981) Baker, 1987 (Frösche)

Synonyme sind Dibulbiger Caballero, 1935, Florencioia Travassos, 1920, Nematoxynema Skrjabin & Shikhobalova, 1951, Oxysomoides Walton, 1927, Spinonoura Leidy, 1856, Velariocephalus Singh, 1958 und Zanclophorus Baylis & Daubney, 1922.